# کرنویل (کالیفرنیا)
کرنویل (به انگلیسی: Kernville) یک منطقهٔ مسکونی در ایالات متحده آمریکا است که در شهرستان کرن، کالیفرنیا واقع شده‌است. کرنویل ۳۲٫۸۳۱ کیلومتر مربع مساحت و ۱٬۳۹۵ نفر جمعیت دارد و ۸۱۳ متر بالاتر از سطح دریا واقع شده‌است.